# بی‌همتا (فیلم ۱۹۶۶)
بی‌همتا (به هندی: Anupama) فیلمی محصول سال ۱۹۶۶ و به کارگردانی هریشیکش موکرجی است. در این فیلم بازیگرانی همچون درمندرا، شارمیلا تاگور، دون ورما، دون ورما، رحمان ایفای نقش کرده‌اند.